# 3440 Stampfer
3440 Stampfer eller 1950 DD är en asteroid i huvudbältet, som upptäcktes 17 februari 1950 av den tyske astronomen Karl Wilhelm Reinmuth i Heidelberg. Den har fått sitt namn efter den österrikiske astronomen Simon von Stampfer.
Asteroiden har en diameter på ungefär 10 kilometer.